# Owensville (Indiana)
Owensville è un comune degli Stati Uniti d'America, situato nello Stato dell'Indiana, diviso tra la contea di Gibson.